# Foto de Juscelino Kubitschek na inauguração de Brasília

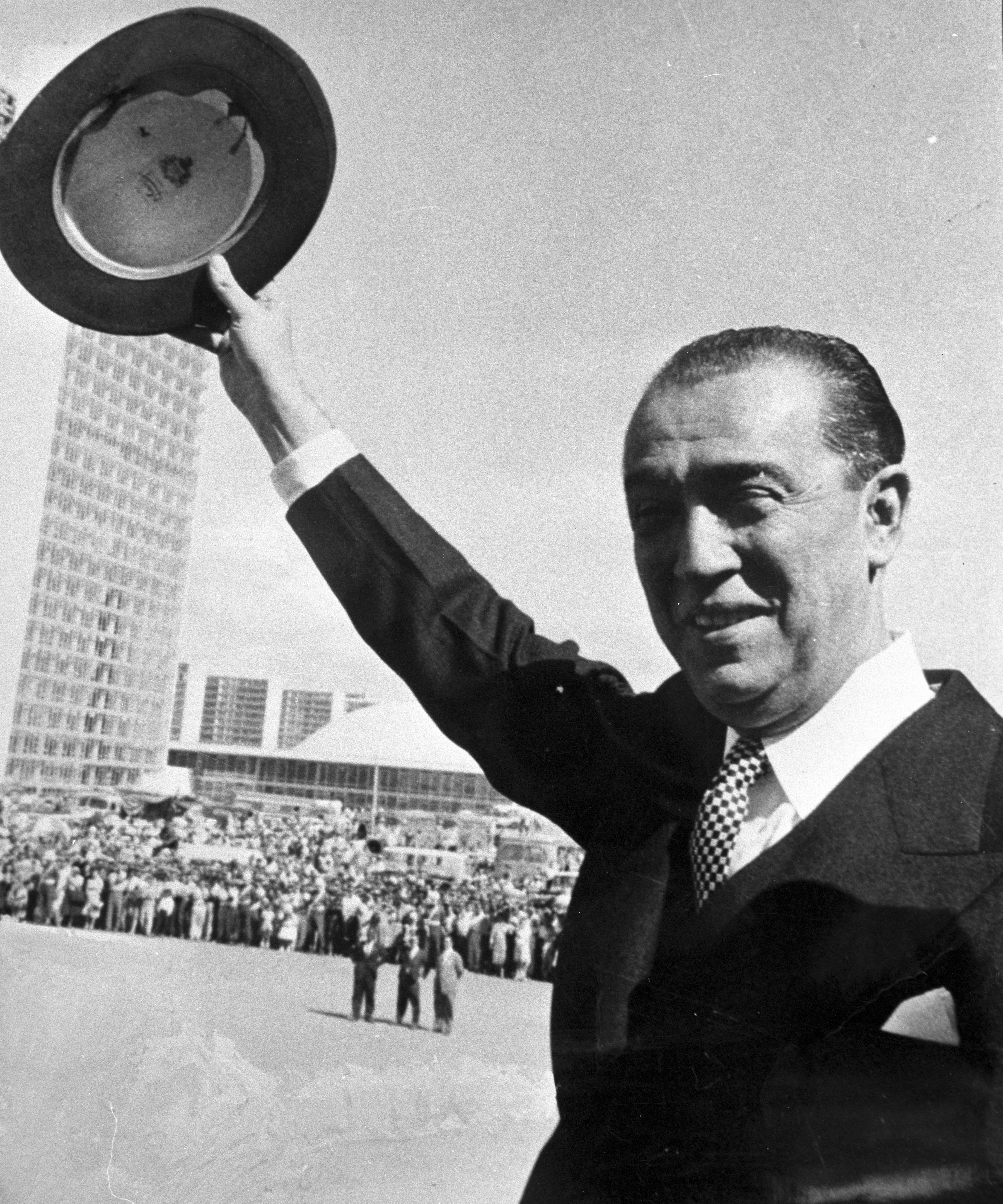
A foto

A foto de Juscelino Kubitschek na inauguração de Brasília é considerada um dos mais icônicos registros fotográficos de Juscelino Kubitschek, no qual o então presidente do Brasil acena com uma cartola na mão no dia da inauguração de Brasília, a então nova capital do país. Trata-se de uma obra do fotógrafo brasileiro Gervásio Baptista que recebeu visibilidade mundial e se tornou, ao exibir Juscelino Kubitschek acenando com a cartola na subida da rampa do Palácio do Planalto, um dos símbolos da cidade.

## Contexto
O registro da fotografia foi realizado no dia 21 de abril de 1960 por Gervásio Baptista, então repórter fotográfico da revista Manchete. O fotógrafo havia viajado à Brasília com a missão de fazer a foto de uma edição especial sobre a inauguração da nova capital. A foto é considera um marco na carreira do fotógrafo do baiano.